# Micpe Dani
Micpe Dani (hebrejsky מצפה דני, doslova „Daniho vyhlídka“) je izraelská osada neoficiálního charakteru (tzv. outpost) u osady Ma'ale Michmas na Západním břehu Jordánu v Oblastní radě Mate Binjamin.

## Geografie
Nachází se v nadmořské výšce cca 620 metrů na východním okraji hornatého hřbetu Samařska, který dál k východu prudce klesá do příkopové propadliny Jordánského údolí. Leží cca 14 kilometrů severovýchodně od historického jádra Jeruzalému, cca 10 kilometrů východně od Ramalláhu a cca 55 kilometrů jihovýchodně od centra Tel Avivu.
Vesnice je na dopravní síť Západního břehu Jordánu napojena pomocí silnice 458 (tzv. Alonova silnice), jež probíhá po jejím západním okraji.
Micpe Dani leží v řídce osídlené okrajové části Samařska, kde dominují nevelké židovské osady. 1 kilometr západním směrem leží mateřská osada Ma'ale Michmas.

## Název
Osada je pojmenována podle Dannyho Freie z nedaleké osady Ma'ale Michmas, který byl v polovině 90. let zavražděn poté, co do osady pronikli teroristé.

## Dějiny
Obyvatelé Ma'ale Michmas ihned po vraždě Dannyho Freie založili v lokalitě nynějšího Micpe Dani opěrný bod. Ten byl trvale osídlen v říjnu 1998, v den podpisu Memoranda od Wye River. Tehdy byly do lokality přivezeny dva obytné karavany. Usadil se zde Jicchak Sapir z Ma'ale Michmas. Po půl roce se k němu přidali další lidé.
Zpráva organizace Mír nyní z roku 2007 uvádí, že téměř 64 % osady stojí na pozemcích v soukromém vlastnictví Palestinců.

## Demografie
Přesně údaje o počtu obyvatel nejsou k dispozici, protože nejde o oficiálně samostatnou obec, byť fakticky má Micpe Dani samostatné členství v Oblastní radě Mate Binjamin. Roku 2007 je tu uváděno 76 trvale bydlících obyvatel. Internetový portál Oblastní rady Mate Binjamin zde eviduje 42 rodin.